# Christl Haas

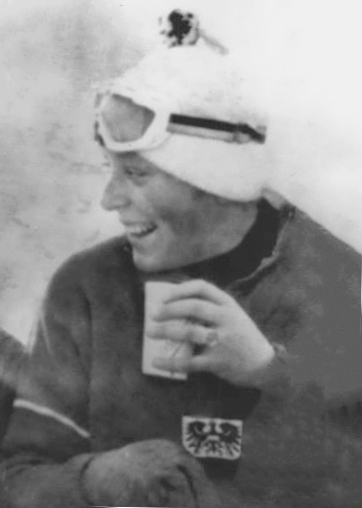
Christl Haas in 1962

Christl Haas (Kitzbühel, 19 september 1943 - Manavgat, 8 juli 2001) was een Oostenrijkse alpineskiester.
Haas veroverde bij de Wereldkampioenschappen alpineskiën 1962 in Chamonix haar eerste wereldtitel op de afdaling. Haar tweede wereldtitel veroverde ze op de Winterspelen van 1964 in Innsbruck, die tevens als wereldkampioenschappen alpineskiën golden, en werd daarmee tegelijkertijd olympisch kampioene op de afdaling. Op de combinatie, de enige afstand die niet op het olympische programma stond veroverde ze de zilveren medaille. Op de Winterspelen van 1968 in Grenoble voegde ze een bronzen medaille aan haar medailleoogst toe.
In de wereldbeker alpineskiën behaalde ze in 1968 de tiende plaats in de algemene eindstand en werd derde in de eindstand van de afdaling.
Tijdens Olympische Winterspelen 1976 in Innsbruck mocht Haas samen met rodelaar Josef Feistmantl de olympische vlam aansteken.
Zij verdronk in 2001 tijdens een vakantie in Manavgat (Turkije) als gevolg van een hartaanval.

## Kampioenschappen
1948: Hedy Schlunegger ·
1952: Trude Beiser ·
1956: Madeleine Berthod ·
1960: Heidi Biebl ·
1964: Christl Haas ·
1968: Olga Pall ·
1972: Marie-Therese Nadig ·
1976: Rosi Mittermaier ·
1980: Annemarie Moser-Pröll ·
1984: Michela Figini ·
1988: Marina Kiehl ·
1992: Kerrin Lee-Gartner ·
1994: Katja Seizinger ·
1998: Katja Seizinger ·
2002: Carole Montillet ·
2006: Michaela Dorfmeister ·
2010: Lindsey Vonn ·
2014: Dominique Gisin & Tina Maze ·
2018: Sofia Goggia ·
2022: Corinne Suter